# کلتشتدت
کلتشتدت (به آلمانی: Klettstedt) یک شهر در آلمان است که در اونستروت-هاینیش واقع شده‌است. کلتشتدت ۲۴۱ نفر جمعیت دارد.